# 1810 год в науке
В 1810 году были различные научные и технологические события, некоторые из которых представлены ниже.

## События
- 6 августа в США проведена третья перепись населения.
- В России открылось первое высшее учебное заведение для инженеров — Санкт-Петербургское инженерное училище.
- В России прекратил издаваться Журнал полезных изобретений в искусствах, художествах и ремеслах, и новейших открытий в Естественных Науках.

## Достижения человечества
- Был предсказан один из элементов плавиковой кислоты, который Андре-Мари Ампер предложил назвать фтор.
- Шарль Брианшон доказал свою теорему.

## Родились
- 29 августа — Хуан Баутиста Альберди, аргентинский политик и философ, автор теории, рассматривающей войну как уголовное преступление (ум. 1884).
- 25 ноября — Николай Иванович Пирогов, русский хирург и анатом, естествоиспытатель и педагог (ум. 1881).
- 30 ноября — Оливер Винчестер, американский оружейник.

## Скончались
- 20 февраля — Мартин Почобут-Одляницкий, астроном и математик, ректор Главной виленской школы (род. 1728).
- 24 февраля — Генри Кавендиш, английский физик и химик (род. 1731).
- 17 октября — Жан Десцеме, французский анатом и ботаник (род. 1732).